# Baghaï
Baghaï è un comune dell'Algeria, situato nella provincia di Khenchela.

## Storia
Nell'antichità Baghai era conosciuto come Bagai ed era una città romana del Nord Africa.